# IC 2919/1
IC 2919/1 је спирална галаксија у сазвијежђу Лав која се налази на листи објеката дубоког неба у Индекс каталогу.
Деклинација објекта је + 14° 11' 25" а ректасцензија 11h 32m 35,0s. Привидна величина (магнитуда) објекта IC 2919 износи 15,9 а фотографска магнитуда 16,5. IC 29191 је још познат и под ознакама KUG 1129+144, PGC 35614.